# 吉安县工业园区
吉安县工业园区是中华人民共和国江西省吉安市吉安县下辖的一个类似乡级单位。

## 行政区划
下辖以下地区：
虚拟社区。